# 1986年のマリリン
「1986年のマリリン」（せんきゅうひゃくはちじゅうろくねんのマリリン）は、1986年2月5日に発売された本田美奈子の5枚目のシングル(EP: WTP-17820)。略称は「マリリン」。

## 解説
本田美奈子最大のヒット曲、80年代アイドルの代表曲。
2005年11月6日に本田が38歳で亡くなった際の訃報記事の多くが「1986年のマリリン」と共に悲しみを伝えた。
作詞は秋元康。前シングル「Temptation（誘惑）」がスマッシュヒットになったものの、各種ランキングの10位以内に届かなかったことが、本田にとっては非常に悔しいことであった。「もっと強く自分の個性を打ち出せる楽曲を」と希望する旨をスタッフと協議し、当時作詞家としても勢いに乗っていた秋元に作詞の依頼をした。秋元とは1985年5月からニッポン放送『ヤングパラダイス』内の箱番組「KIDS IN TOSHIBA かぼちゃークラブ」で共演しており、お互い気心の知れた仲であった。
秋元は、本田の気質や歌手としての資質、宿命などをキーワードにイメージを膨らませていったところ、貪欲なまでのプロ意識を持ってトップスターに上り詰めたマリリン・モンローが頭の中に浮かんできたという。「マリリン」というサビの部分とタイトルが決まり、そこから歌詞のストーリーを組み上げていったという。また、当時マリリン・モンローの再来と称され、強くてセクシーで格好良い女性の代名詞と言われたマドンナも楽曲のトータルイメージとしてインスパイアされている。ミュージック・ビデオはアメリカで撮影され、終盤には本田がウエストウッド・メモリアルパークにあるマリリン・モンローの墓へお参りするシーンがある。
曲とともに「ヘソ出しルック」も大変話題となった。そのセクシーな衣装を身に纏い、曲のサビでは激しく腰を振る挑発的なダンスを披露した。どちらも、それまでのアイドルとは異なったことをしたいという本人の希望から生まれたものである。
1986年2月20日、TBS系『ザ・ベストテン』で、念願だった初のランキング入りを果たす。同番組の出演は、1985年6月6日にデビュー曲「殺意のバカンス」で「スポットライト」コーナーに初出演を果たしてから約8ヶ月ぶりとなる。なお、同曲でフジテレビ系『夜のヒットスタジオDELUXE』にも初出演を果たしている。以降、次々とヒット曲を世に送り出して多くの音楽番組の常連となった。
本田の生前、本曲をカバーした歌手はいなかったが、没後5年経った2010年、水樹奈々がアニメ『WHITE ALBUM』キャラクターソングシングル『POWDER SNOW』カップリングで本曲をカバーし、本田以外の歌手による初のカバーとなった。

## 収録曲
（全作詞：秋元康、作曲：筒美京平、編曲：新川博）
1. 1986年のマリリン
2. マリオネットの憂鬱

## 収録アルバム
- 1986年のマリリン
  - LIPS （1986年6月4日） - アルバムバージョン
  - MINAKO COLLECTION （1986年12月20日）
  - ゴールデンベスト ニューベストナウ （1987年6月5日）
  - DISPA 1987 （1988年1月25日） - ライブバージョン
  - Look over my shoulder （1988年10月26日）
  - best now （1989年9月13日,1990年11月14日）
  - Stand up -BEST BEAT COLLECTION- （1990年12月12日）
  - Big Artist Best Collection （1994年12月7日）
  - TWIN BEST （1998年5月13日）
  - 2000 millennium BEST （2000年5月24日）
  - GOLDEN☆BEST 本田美奈子 （2003年6月25日）
  - 本田美奈子BOX （2004年12月15日）
  - LIFE -Minako Honda. Premium Best- （2005年5月21日）
  - NEW BEST 1500 （2005年8月24日）
  - CD & DVD THE BEST （2005年12月7日）
  - ANGEL VOICE 〜本田美奈子.メモリアル・ベスト〜（2007年4月18日）
  - ゴールデン☆アイドル 本田美奈子 (2014年7月30日)
  - エッセンシャル・ベスト 1200 本田美奈子 (2018年3月21日)

- マリオネットの憂鬱
  - LIPS （1986年6月4日） - アルバムバージョン
  - TWIN BEST （1998年5月13日）
  - 本田美奈子BOX （2004年12月15日）
  - ゴールデン☆アイドル 本田美奈子 (2014年7月30日)

## TV
- アイドルオンステージ
- アッコにおまかせ!
- あの曲 この人
- うたばん
- FNS歌謡祭
- オールナイトフジ
- オレたちひょうきん族
- 加トちゃんケンちゃんごきげんテレビ
- ゴールデン・アロー賞
- 探せ時めきアイドル
- サタ☆スマ
- ザ・トップテン
- ザ・ベストテン
- スーパージョッキー
- スターどっきり（秘）報告
- 世界紅白歌合戦
- 題名のない音楽会21
- 鶴ちゃんのいちごチャンネル
- 十日町雪まつり
- 虎の門
- ドリフ大爆笑
- 生クイズだよ! 日本全国 THE ビッグチャンス
- 日本作曲大賞
- 日本有線大賞
- 広島平和音楽祭
- Matthew's Best Hit TV
- ミュージックフェア
- ヤングスタジオ101
- ヤンヤン歌うスタジオ
- 夜のヒットスタジオDELUXE
- レッツGOアイドル
- レッツゴーヤング
- ロッテ 歌のアルバム

## 収録作品
- THE HIT MAKER -筒美京平の世界- - 作曲家活動40周年記念CD-BOX。「1986年のマリリン」収録。

## カバー
- 緒方理奈（水樹奈々） - 2010年1月1日発売の『POWDER SNOW』に収録。
- 白石茉莉奈 - 2015年3月18日発売。

## その他
- AKB48の篠田麻里子が、1986年生まれであだ名が「マリリン」であるため、自己紹介の際「1986年のマリリンです」と引用している。